# Segunda División 2025/26
Die Segunda División 2025/26 (durch Sponsoring offiziell LaLiga Hypermotion) soll die 95. Saison der zweiten spanischen Liga werden. Sie beginnt am 15. August 2025 und endet voraussichtlich am 31. Mai 2026.

## Modus
Während der Saison treffen die 22 Mannschaften an 42 Spieltagen jeweils zweimal aufeinander. Die zwei besten Mannschaften steigen direkt in die Primera División auf. Die Teams auf den Plätzen drei bis sechs ermitteln in den Play-offs einen dritten Aufsteiger, wohingegen die letzten vier Vereine absteigen.
Bei Punktgleichheit zählt der direkte Vergleich zwischen den beteiligten Mannschaften.

## Teams
In der Saison 2025/26 spielen folgende 22 Mannschaften in der Segunda División:
| Verein              | Stadt                      | Stadion                               | Kapazität |
| ------------------- | -------------------------- | ------------------------------------- | --------- |
| Albacete Balompié   | Albacete                   | Estadio Carlos Belmonte               | 17.300    |
| UD Almería          | Almería                    | UD Almería Stadium                    | 15.200    |
| FC Andorra          | Andorra la Vella           | Estadi Nacional                       | 03.306    |
| Burgos CF           | Burgos                     | Estadio Municipal de El Plantío       | 12.194    |
| FC Cádiz            | Cádiz                      | Estadio Nuevo Mirandilla              | 25.033    |
| CD Castellón        | Castelló de la Plana       | Nou Castalia                          | 16.000    |
| AD Ceuta FC         | Ceuta                      | Estadio Alfonso Murube                | 04.192    |
| FC Córdoba          | Córdoba                    | Estadio Nuevo Arcángel                | 21.822    |
| Cultural Leonesa    | León                       | Estadio Municipal Reino de León       | 13.451    |
| Deportivo La Coruña | A Coruña                   | Estadio Riazor                        | 34.889    |
| SD Eibar            | Eibar                      | Estadio Municipal de Ipurua           | 07.083    |
| FC Granada          | Granada                    | Estadio Nuevo Los Cármenes            | 19.336    |
| SD Huesca           | Huesca                     | Estadio El Alcoraz                    | 08.000    |
| CD Leganés          | Leganés                    | Estadio Municipal de Butarque         | 11.454    |
| FC Málaga           | Málaga                     | Estadio La Rosaleda                   | 27.963    |
| CD Mirandés         | Miranda de Ebro            | Estadio Municipal de Anduva           | 05.759    |
| Real Valladolid     | Valladolid                 | Nuevo Estadio Municipal José Zorrilla | 27.618    |
| Real Sociedad B     | San Sebastián              | Estadio Zubieta XXI                   | 02.500    |
| Sporting Gijón      | Gijón                      | Estadio Municipal El Molinón          | 30.000    |
| Racing Santander    | Santander                  | Campos de Sport de El Sardinero       | 22.222    |
| Real Saragossa      | Saragossa                  | Estadio La Romareda                   | 33.608    |
| UD Las Palmas       | Las Palmas de Gran Canaria | Estadio de Gran Canaria               | 31.250    |

## Tabelle
| Pl.                     | Verein               | Sp. | S | U | N | Tore    | Diff. | Punkte |
| ----------------------- | -------------------- | --- | - | - | - | ------- | ----- | ------ |
| 1.                      | CD Leganés (A)       | 0   | 0 | 0 | 0 | 000:000 | ±0    | 0      |
| 2.                      | UD Las Palmas (A)    | 0   | 0 | 0 | 0 | 000:000 | ±0    | 0      |
| 3.                      | Real Valladolid (A)  | 0   | 0 | 0 | 0 | 000:000 | ±0    | 0      |
| 4.                      | CD Mirandés          | 0   | 0 | 0 | 0 | 000:000 | ±0    | 0      |
| 5.                      | Racing Santander     | 0   | 0 | 0 | 0 | 000:000 | ±0    | 0      |
| 6.                      | UD Almería           | 0   | 0 | 0 | 0 | 000:000 | ±0    | 0      |
| 7.                      | FC Granada           | 0   | 0 | 0 | 0 | 000:000 | ±0    | 0      |
| 8.                      | SD Huesca            | 0   | 0 | 0 | 0 | 000:000 | ±0    | 0      |
| 9.                      | SD Eibar             | 0   | 0 | 0 | 0 | 000:000 | ±0    | 0      |
| 10.                     | Albacete Balompié    | 0   | 0 | 0 | 0 | 000:000 | ±0    | 0      |
| 11.                     | Sporting Gijón       | 0   | 0 | 0 | 0 | 000:000 | ±0    | 0      |
| 12.                     | Burgos CF            | 0   | 0 | 0 | 0 | 000:000 | ±0    | 0      |
| 13.                     | FC Cádiz             | 0   | 0 | 0 | 0 | 000:000 | ±0    | 0      |
| 14.                     | FC Córdoba           | 0   | 0 | 0 | 0 | 000:000 | ±0    | 0      |
| 15.                     | Deportivo La Coruña  | 0   | 0 | 0 | 0 | 000:000 | ±0    | 0      |
| 16.                     | FC Málaga            | 0   | 0 | 0 | 0 | 000:000 | ±0    | 0      |
| 17.                     | CD Castellón         | 0   | 0 | 0 | 0 | 000:000 | ±0    | 0      |
| 18.                     | Real Saragossa       | 0   | 0 | 0 | 0 | 000:000 | ±0    | 0      |
| 19.                     | Real Sociedad B (N)  | 0   | 0 | 0 | 0 | 000:000 | ±0    | 0      |
| 20.                     | Cultural Leonesa (N) | 0   | 0 | 0 | 0 | 000:000 | ±0    | 0      |
| 21.                     | AD Ceuta FC (N)      | 0   | 0 | 0 | 0 | 000:000 | ±0    | 0      |
| 22.                     | FC Andorra (N)       | 0   | 0 | 0 | 0 | 000:000 | ±0    | 0      |
| Stand: Vor Saisonbeginn |                      |     |   |   |   |         |       |        |

Platzierungskriterien: 1. Punkte – 2. Direkter Vergleich (Punkte, Tordifferenz, geschossene Tore) – 3. Tordifferenz – 4. geschossene Tore

| (A) | Absteiger aus der Primera División 2024/25    |
| (N) | Aufsteiger aus der Primera Federación 2024/25 |

## Play-offs
Der Dritte spielt gegen den Sechsten, der Fünfte gegen den Vierten. Die jeweiligen Sieger nach Hin- und Rückspielen treffen im Anschluss ebenfalls in zwei Partien aufeinander, um den dritten Aufsteiger in die Primera División 2026/27 zu bestimmen. Die ranghöhere Mannschaft hatte jeweils im Rückspiel Heimrecht. Die Spiele finden zwischen dem 7. und 21. Juni 2026 statt.
Halbfinale
|     | Gesamt |     | Hinspiel | Rückspiel |
| --- | ------ | --- | -------- | --------- |
| (6) | :      | (3) | :        | :         |
| (5) | :      | (4) | :        | :         |

Finale
|     | Gesamt |     | Hinspiel | Rückspiel |
| --- | ------ | --- | -------- | --------- |
| (4) | :      | (3) | :        | :         |